# Baška (Slowakije)
Baška (Hongaars: Baska) is een Slowaakse gemeente in de regio Košice, en maakt deel uit van het district Košice-okolie.
Baška telt 424 inwoners.

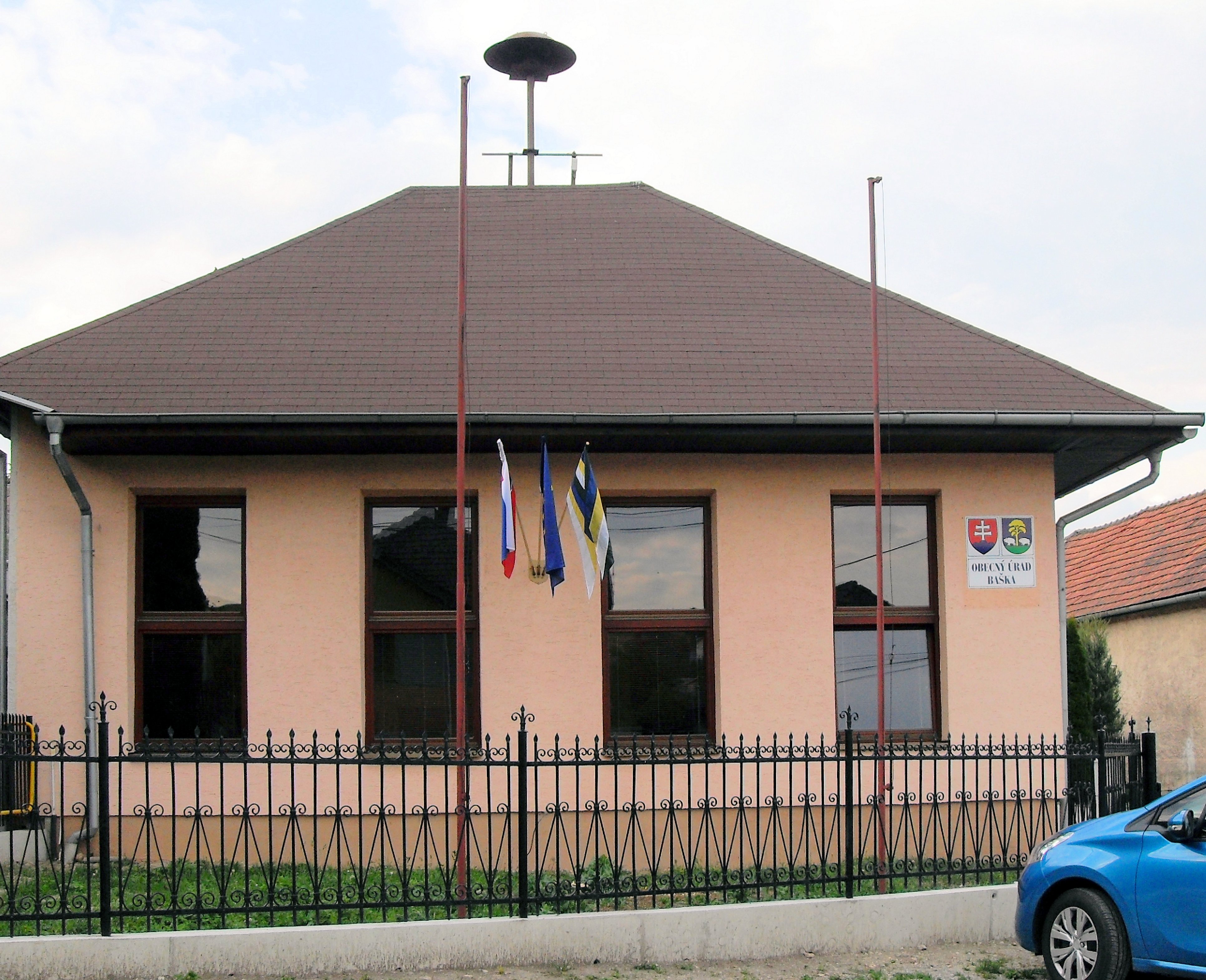
Gemeentehuis
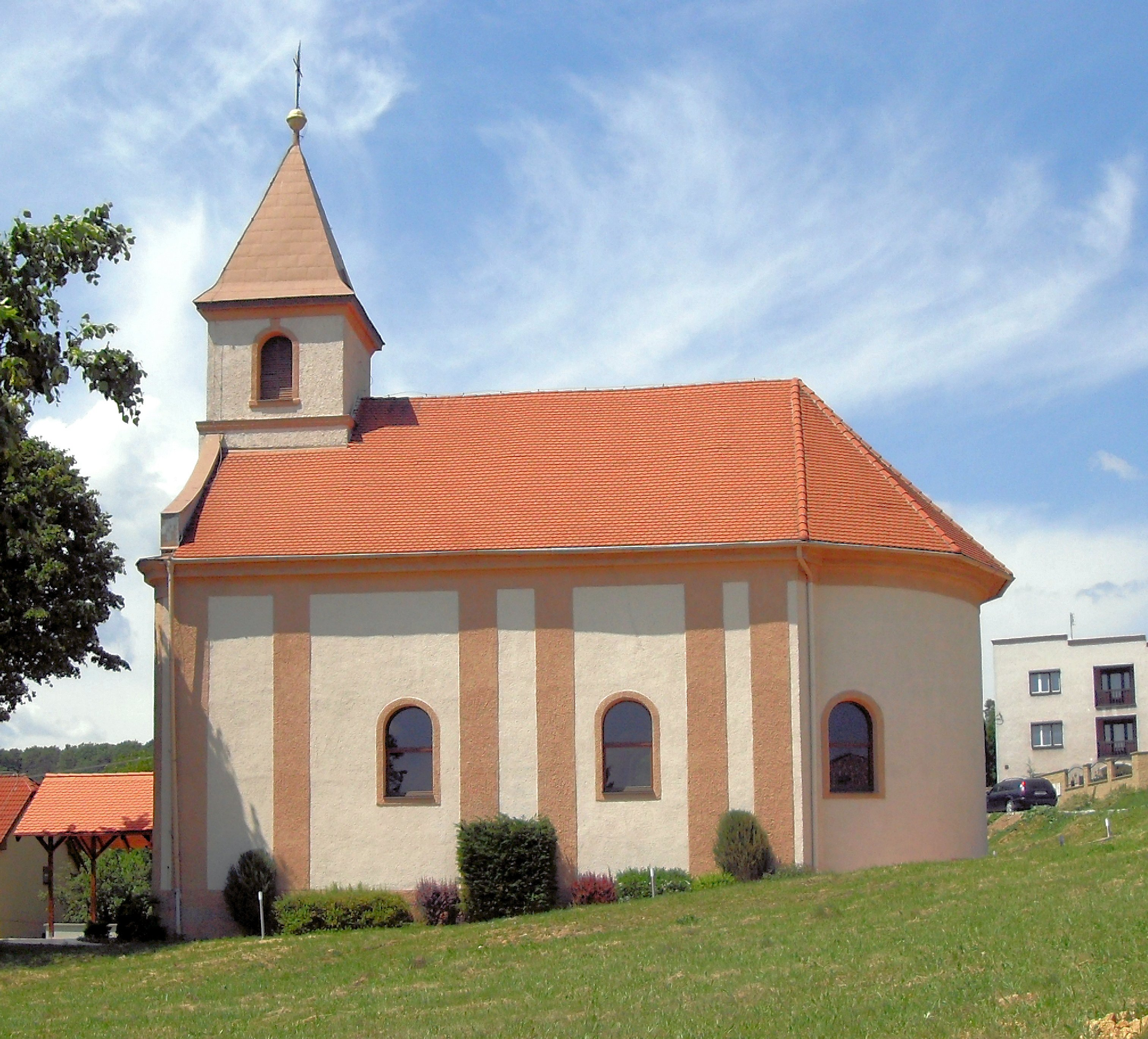
Rooms-katholieke kerk in Baška